# Porte de Charenton (metrostation)
Porte de Charenton  is een station van de metro in Parijs langs metrolijn 8 en tramlijn 3a, in het 12de arrondissement.

## Geschiedenis
Het station is op 5 mei 1931 geopend, na de verlenging van metrolijn 8 van Richelieu - Drouot naar Porte de Charenton.
Sinds 15 december 2012 heeft het station ook een halte van tramlijn 3a.

## Ligging

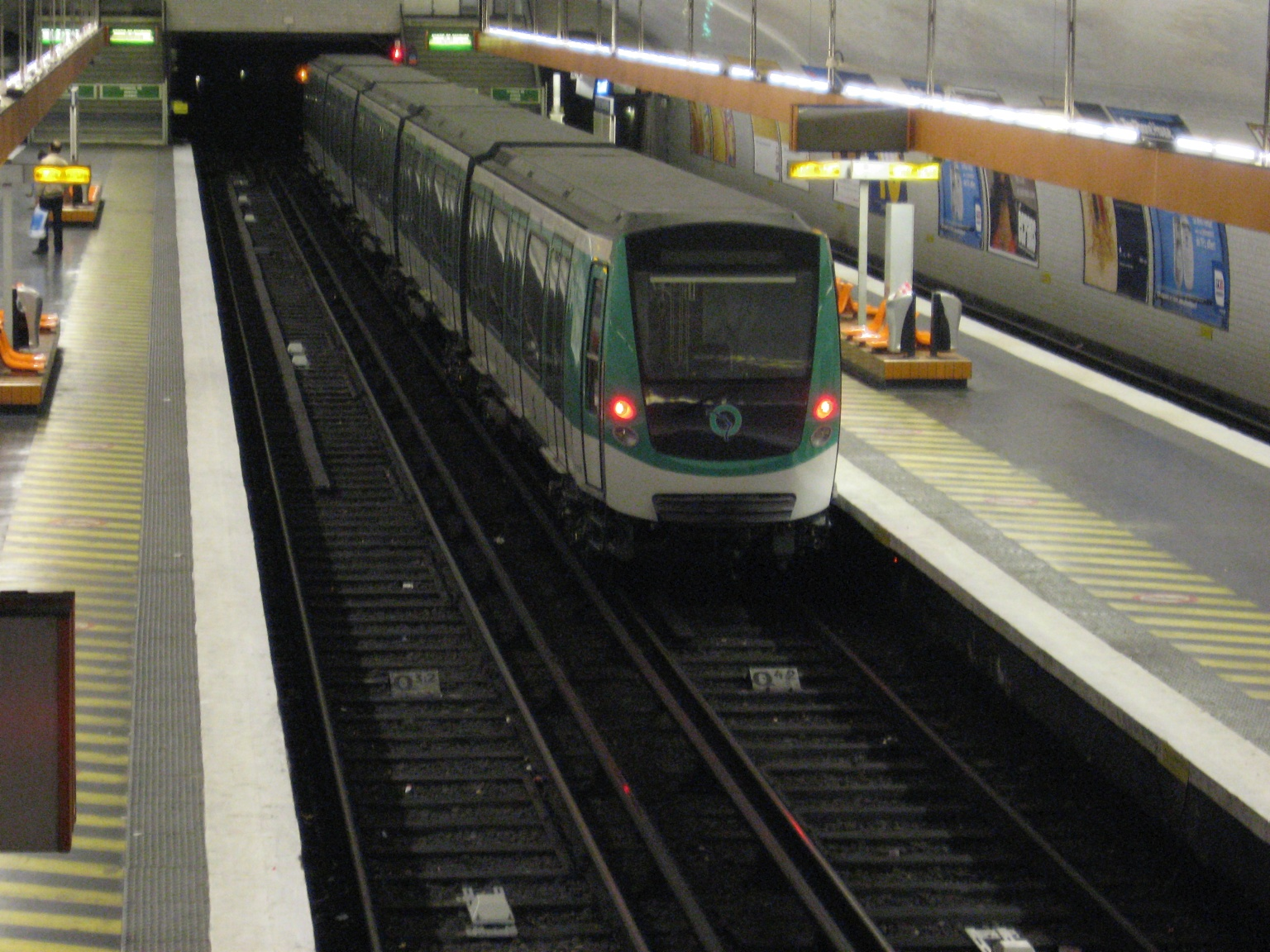
Een MF 2000 op het station

### Metrostation
Het metrostation ligt onder de Boulevard Poniatowsky.

### Tramhalte
De tramhalte ligt op de Boulevard Poniatowsky.

## Aansluitingen
- RATP-busnetwerk: twee lijnen

Balard ·
Lourmel ·
Boucicaut ·
Félix Faure ·
Commerce ·
La Motte-Picquet - Grenelle ·
Champ de Mars ·
École Militaire ·
La Tour-Maubourg ·
Invalides ·
Concorde ·
Madeleine ·
Opéra ·
Richelieu - Drouot ·
Grands Boulevards ·
Bonne Nouvelle ·
Strasbourg - Saint-Denis ·
République ·
Filles du Calvaire ·
Saint-Sébastian - Froissart ·
Chemin Vert ·
Bastille ·
Ledru-Rollin ·
Faidherbe - Chaligny ·
Reuilly - Diderot ·
Montgallet ·
Daumesnil ·
Michel Bizot ·
Porte Dorée ·
Porte de Charenton ·
Liberté ·
Charenton - Écoles ·
École Vétérinaire de Maisons-Alfort ·
Maisons-Alfort - Stade ·
Maisons-Alfort - Les Juilliottes ·
Créteil - L'Échat ·
Créteil - Université ·
Créteil - Préfecture ·
Pointe du Lac